# La Chaux-du-Dombief

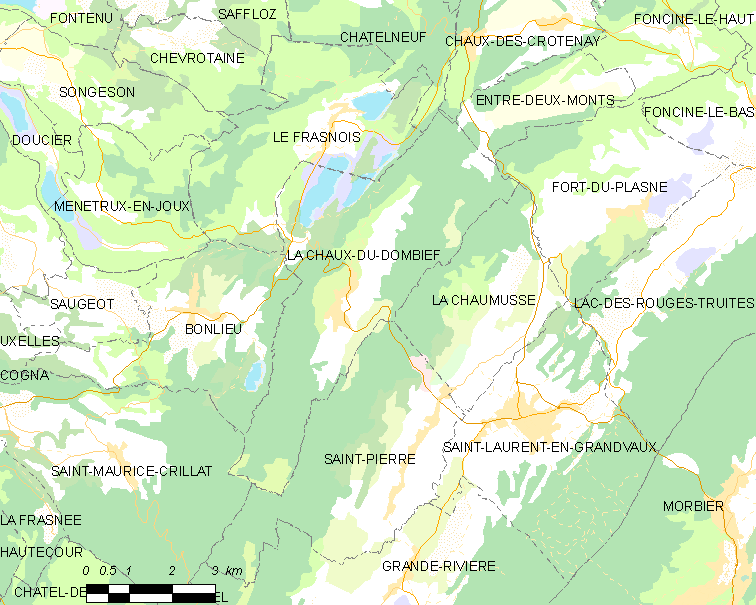

La Chaux-du-Dombief ist eine Gemeinde im französischen Département Jura in der Region Bourgogne-Franche-Comté.

## Geographie
La Chaux-du-Dombief liegt auf 890 m, etwa 15 Kilometer südlich der Stadt Champagnole (Luftlinie). Das Dorf erstreckt sich im Jura, an erhöhter Lage am westlichen Talhang des Dombief, südlich des Aussichtspunktes Pic de l’Aigle, nordwestlich des Hochplateaus von Grandvaux.
Die Fläche des 21,65 km² großen Gemeindegebiets umfasst einen Abschnitt des französischen Juras. Die Landschaft ist geprägt durch parallel verlaufende Geländekämme und Längsmulden, die gemäß der Streichrichtung des Faltenjuras in diesem Gebiet in Richtung Südsüdwest-Nordnordost orientiert sind. Der zentrale Teil der Gemeindefläche wird vom Tal des Dombief eingenommen. Der Bach fließt durch eine Talniederung nach Nordosten und wird im Osten von den Waldhöhen des Prélet (929 m) und des Bois de la Joux Derrière flankiert.
Die westliche Abgrenzung bildet der Höhenrücken der Forêt de la Vallière (1036 m) und des Bois de Ban (mit dem Pic de l’Aigle, 993 m), dazwischen befindet sich der Einschnitt der Cluse d’Ilay. Der Bergkamm fällt mit einer Felswand steil gegen Westen ab. Westlich an den Höhenrücken schließt die Mulde von Ilay an. Sie wurde durch die eiszeitliche Vergletscherung mit Mergel- und Tonschichten ausgekleidet, so dass sich die beiden Seen Lac de la Motte und der Lac du Grand-Maclu bilden konnten. Das Gemeindeareal reicht westwärts bis an den Rand des Bois de Jeanrau.
Nach Süden erstreckt sich der Gemeindeboden in das Quellgebiet des Dombief und erreicht am Rand des Bois des Mouillères mit 1063 m die höchste Erhebung von La Chaux-du-Dombief. Im äußersten Nordosten reicht die Fläche bis in den Talkessel, in dem der Dombief in die Lemme mündet. Das Gemeindegebiet ist Teil des Regionalen Naturparks Haut-Jura (frz.: Parc naturel régional du Haut-Jura).
Zu La Chaux-du-Dombief gehören neben dem eigentlichen Ort auch mehrere Weiler, Hofgruppen und Einzelhöfe, darunter:
- Ilay (766 m) in einer Mulde südlich des Lac de la Motte
- Rollets (885 m) am westlichen Talhang des Dombief unterhalb des Pic de l’Aigle
- La Boissière (834 m) am westlichen Talhang des Dombief

Nachbargemeinden von La Chaux-du-Dombief sind Le Frasnois, Châtelneuf und Entre-Deux-Monts im Norden, Fort-du-Plasne und La Chaumusse im Osten, Saint-Pierre und Saint-Maurice-Crillat im Süden sowie Bonlieu im Westen.

## Geschichte
Den Ursprung der Besiedlung in der Region von La Chaux-du-Dombief bildet das Priorat Saint-Vincent, das im 6. Jahrhundert durch den heiligen Desiderius auf der Insel La Motte im Lac de la Motte gegründet wurde. Die Mönche machten die Gegend urbar und setzten damit den Grundstein für die Entwicklung von Weilern und Dörfern. Das Priorat wurde im 17. Jahrhundert zerstört.
Erstmals urkundlich erwähnt wird die Siedlung La Chaux-du-Dombief im 12. Jahrhundert unter der Bezeichnung Lachal-du-Dombiez. Die auf dem Sattel am oberen Eingang in die Cluse d’Ilay gelegene Siedlung wurde im frühen 14. Jahrhundert befestigt und erhielt 1335 gewisse Freiheitsrechte zugesprochen. Sie bildete den Mittelpunkt der Baronie Aigle, die zu jener Zeit der Familie Chalon-Arlay gehörte. Eine Burg kontrollierte den wichtigen Verkehrsweg von Lons-le-Saunier über die Jurahöhen in das Schweizer Mittelland. Burg und Dorf wurden 1668 von französischen Truppen eingenommen. Zusammen mit der Franche-Comté gelangte La Chaux-du-Dombief mit dem Frieden von Nimwegen 1678 definitiv an Frankreich. Zu einer Gebietsveränderung kam es 1813, als das vorher selbständige Ilay nach La Chaux-du-Dombief eingemeindet wurde.

## Sehenswürdigkeiten

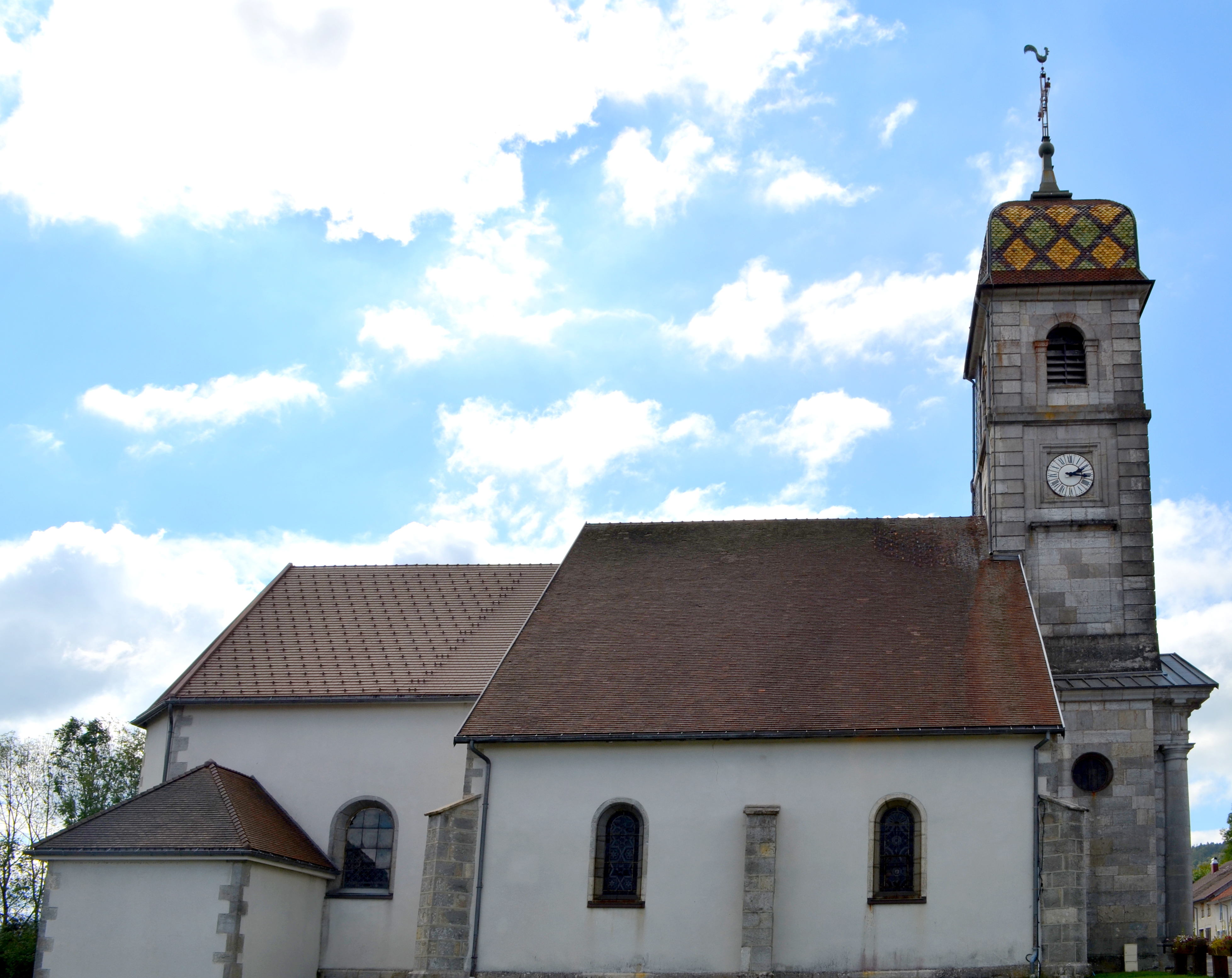
Kirche Saint-Point

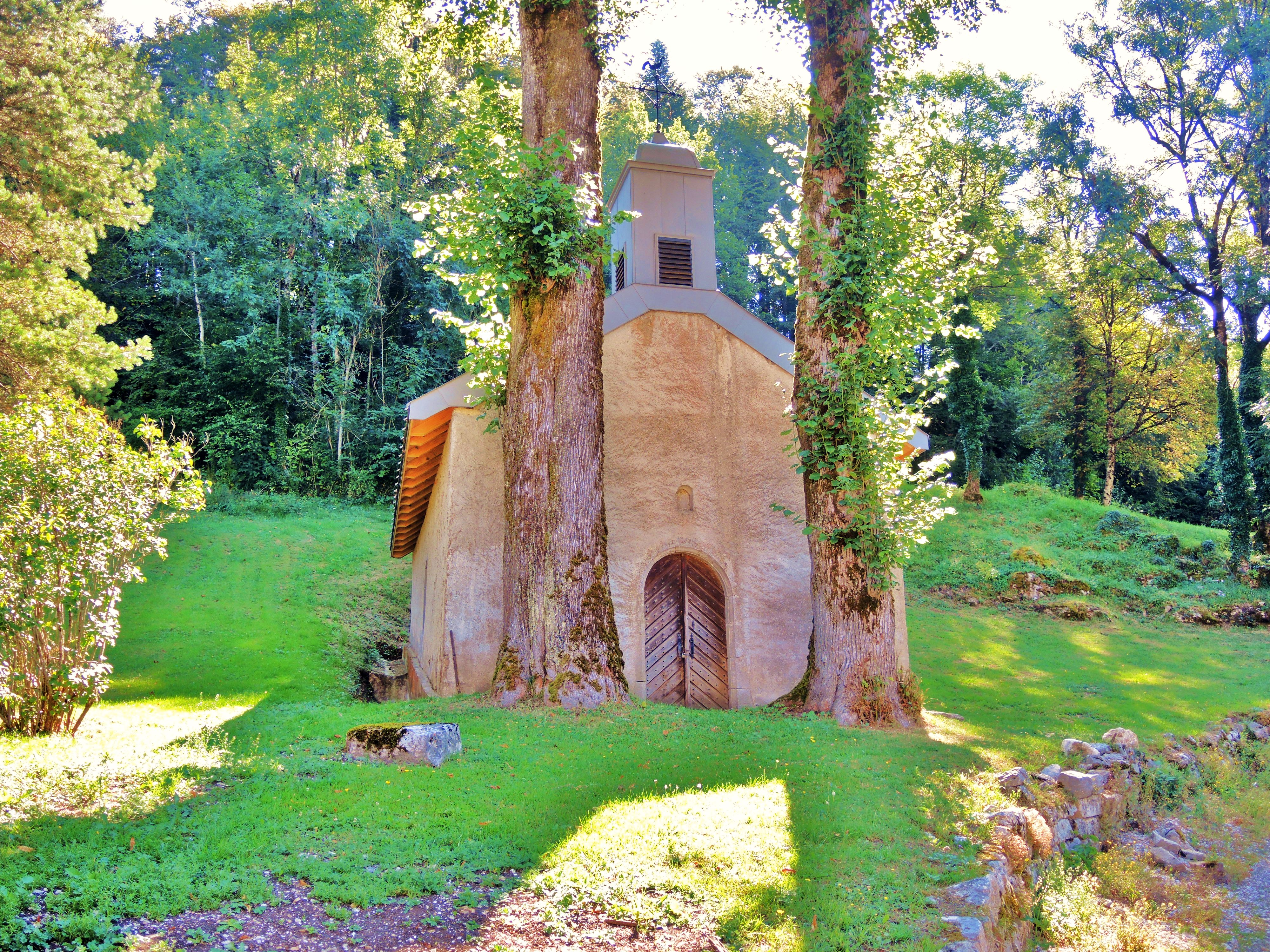
Kapelle Saint-Vincent in Ilay

Die Dorfkirche Saint-Point in La Chaux-du-Dombief wurde im 18. Jahrhundert erbaut. In Ilay befindet sich gie Kapelle Saint-Vincent aus dem 17. Jahrhundert. Von der mittelalterlichen Burg der Herrschaft Aigle aus dem 14. Jahrhundert sind Ruinen erhalten. Zu den Natursehenswürdigkeiten zählen die Seen Lac de la Motte und Lacs de Maclu sowie die beiden Aussichtspunkte Pic de l’Aigle und Belvédère des quatre Lacs.

## Bevölkerung
| Jahr                       | 1962 | 1968 | 1975 | 1982 | 1990 | 1999 | 2004 | 2017 |
| Einwohner                  | 350  | 324  | 343  | 422  | 442  | 488  | 532  | 544  |
| Quellen: Cassini und INSEE |      |      |      |      |      |      |      |      |

Mit 568 Einwohnern (Stand 1. Januar 2022) gehört La Chaux-du-Dombief zu den kleinen Gemeinden des Départements Jura. Nachdem die Einwohnerzahl in der ersten Hälfte des 20. Jahrhunderts markant abgenommen hatte (1906 wurden noch 616 Personen gezählt), wurde seit Beginn der 1970er Jahre wieder eine deutliche Bevölkerungszunahme verzeichnet.

## Wirtschaft und Infrastruktur
La Chaux-du-Dombief war bis weit ins 20. Jahrhundert hinein ein vorwiegend durch die Landwirtschaft, insbesondere Viehzucht und Milchwirtschaft, sowie durch die Forstwirtschaft geprägtes Dorf. Daneben gibt es heute einige Betriebe des Klein- und Mittelgewerbes, unter anderem ein Betrieb der Brillenherstellung. Viele Erwerbstätige sind auch Wegpendler, die in den größeren Ortschaften der Umgebung ihrer Arbeit nachgehen.
Die Ortschaft ist verkehrstechnisch recht gut erschlossen. Sie liegt an der Hauptstraße N78, die von Lons-le-Saunier nach Saint-Laurent-en-Grandvaux führt. Weitere Straßenverbindungen bestehen mit Doucier, Le Frasnois und Champagnole.